# دافيد بلومنثال
ديفيد بلومنثال (بالإنجليزية: David Blumenthal)‏ (وُلد في 31 أغسطس 1948) هو طبيب أكاديمي وخبير في سياسة الرعاية الصحية، ومعروف باسم المنسق الوطني لتكنولوجيا المعلومات الصحية في الفترة بين عامي 2009-2011 خلال التنفيذ المبكر لتكنولوجيا المعلومات الصحية من أجل الاقتصاد والصحة السريرية على «السجل الطبي الإلكتروني».

## النشأة والتعليم
وُلد بلومنثال في بروكلين، وهو ابن جين روزنستوك ني ومارتن بلومنثال، رئيس شركة تجارة السلع. وُلدت والدته في أوماها، نبراسكا، في عائلة يهودية نشأت في بروسيا وبادن، وكان والده مهاجرًا يهوديًا من فرانكفورت، ألمانيا.
حصل بلومنثال درجة الماجستير من كلية هارفارد (1970)، ثم صل على الدكتوراه من كلية الطب بجامعة هارفارد أيضًا عام 1975، كما حصل أيضًا على الزمالة من كلية كينيدي بجامعة هارفارد) (1975). أتم بلومنثال تدريبه وإقامته في مستشفى ماساتشوستس العام في الفترة من 1975 إلى 1980.
كان بلومنثال طبيبًا مشاركًا في مستشفى بريغهام ومستشفى النساء، بوسطن (1987-1991) ثم طبيب مشارك في مستشفى ماساتشوستس العام من عام 1991 حتى 1997.

## الحياة الأكاديمية
كان بلومنتال محاضرًا للسياسة الصحية في كلية كينيدي بجامعة هارفارد من 1980 إلى 1987. وكان مدربًا، ثم أستاذًا في الطب والطب الاجتماعي والسياسة الصحية، وسياسة الرعاية الصحية في جامعة هارفارد من عام 1980، وكذلك محاضر في الخدمات الصحية والسياسة الصحية والإدارة في كلية هارفارد للصحة العامة من عام 1983.

## الأنشطة السياسية
كان بلومنثال موظفًا محترفًا للجنة الفرعية للصحة والبحث العلمي التابعة للجنة مجلس الشيوخ الأمريكية المعنية بالموارد البشرية في الفترة من عام 1977 إلى عام 1979. وأصبح رئيسًا لوحدة البحث والتطوير في مجال السياسات الصحية في مستشفى ماساتشوستس العام في عام 1991، ثم في معهد السياسة الصحية في مستشفى ماساتشوستس العام وشركاه هيلثكار في عام 1988. بدأ بلومنثال الكتابة لمجلة نيو إنغلاند للطب في عام 2002.

## الأنشطة الدعائية والحكومية
خلال حملة الرئاسة الأمريكية في الفترة 1987-1988، كان بلومنتال مستشارًا صحيًا رئيسيًا لحملة دوكاكيس. وبعد عشرين عامًا، في عام 2008، كان مستشارًا صحيًا كبيرًا لحملة أوباما. عين الرئيس أوباما بلومنتال في 20 مارس / آذار 2009 ليكون المنسق الوطني لتكنولوجيا المعلومات الصحية، بعد شهر واحد من إصدار حزمة التحفيز الاتحادية التي شملت حوالي 19 مليار دولار في الحوافز، من قبل ميديكار وميديكيد، لاعتمادها ضمن السجل الطبي الإلكتروني.
كانت مهمة بلومنثال هي وضع سياسة تمكينية لنظام المعلومات الصحية على مستوى البلاد ودعم الاستخدام الواسع النطاق لتكنولوجيا المعلومات الصحية. نجح بومنثال من خلال العديد من التقارير في وضع واحدة من أكبر استثمارات للبنية التحتية الممولة من القطاع العام التي قامت بها الولايات المتحدة في أي وقت مضى في مثل هذه الفترة الزمنية القصيرة، في أي مجال. في عام 2010، لقب من قبل لجنة الرعاية الصحية الحديثة كالمدير الطبي أكثر نفوذا في الولايات المتحدة في فبراير 2011، أعلن بلومنتال أنه سيترك منصب المنسق الوطني في الربيع؛ وفي 8 أبريل، أُعلن فرزاد موستشاري خلفًا له.

## الحياة الشخصية
تزوج ديفيد بلومنثال من إلين جرافيتز بلومنثال في 9 أغسطس 1970. وأنجبا طفلان. شقيق بلومنثال الأكبر، هو ريتشارد، عضو مجلس الشيوخ الأمريكي من كونيتيكت.

## روابط خارجية
- Blumenthal مرات الظهور على سي-سبان